# Neolimnomyia brevifurca
Neolimnomyia brevifurca är en tvåvingeart som först beskrevs av Osten Sacken 1860.  Neolimnomyia brevifurca ingår i släktet Neolimnomyia och familjen småharkrankar. Inga underarter finns listade i Catalogue of Life.